# Група армій «Південь»
Група армій «Південь» (нім. Heeresgruppe Süd) — група армій Вермахту в Другій світовій війні. Брала участь в бойових діях на Східному фронті протягом всього свого існування.

## Історія
Група армій «Південь» (нім. Heeresgruppe Süd) сформована 26 серпня 1939 року перед початком кампанії в Польщі шляхом перетворення 12-го армійського командування (12. Armee). Після її закінчення група армій «Південь» з 8 жовтня 1939 року стала також іменуватися головнокомандуванням Сходу (нім. Oberbefehlshaber Ost).
При передислокації на Західний напрямок 26 жовтня 1939 року її перетворили на групу армій «А» (нім. Heeresgruppe A).
Знову група армій «Південь» сформована 21 червня 1941 року при перейменуванні групи армій «А». З'єднання групи армій «Південь» наступали в Україні. На початковому етапі операції «Барбаросса» (вторгнення в СРСР) група вела наступ на південному напрямку (Львів, Київ, Севастополь, Одеса, Ростов-на-Дону).
Просування їх ускладнювалося опором, хоча і не до кінця організованим, великих бронетанкових формувань Червоної Армії, які не дозволили оточити в перші дні великі з'єднання і дозволили їм відійти на оборонні рубежі. Це не дозволило німецьким з'єднанням узяти Київ «на плечах» тих, що відступали.
Завдяки допомозі, що надійшла з групи армій «Центр», столицю України здобули й полонили велику кількість військовослужбовців Червоної армії. У ході подальшого наступу форсували Дон, здобули Ростов-на-Дону, проте утримати його не вдалося і тут війська групи армій «Південь» зазнали першої поразки.
Літня кампанія 1942 року ознаменувалася розгромом Червоної Армії під Воронежем і Ворошиловградом, під Харковом.
9 липня 1942 року перед наступом у період літньої кампанії групу армій «Південь» розділили на групу армій «А» для дій на Північному Кавказі і групу армій «Б» (нім. Heeresgruppe B) для дій на сталінградському напрямку, причому управління залишилося в останній.
12 лютого 1943 року група армій «Дон» (нім. Heeresgruppe Don) була перейменована на групу армій «Південь» і узяла на себе лінію фронту на південній ділянці, яку прорвала Червона армія в період зимового наступу 1943 року під Сталінградом і на Доні. До складу групи армій «Південь» увійшли з'єднання групи армій «Б», що залишилися. Продовжуючи відступати, німецькі з'єднання, після перегрупування, завдали поразки Червоної Армії під Харковом, проте подальший хід подій відмічений лише поразками і невдачами в наступах. В результаті з'єднання групи армій «Південь» були відкинуті за Дніпро та розгромлені на його правому березі.
25 березня 1944 року групу армій «Південь» перейменували в групу армій «Північна Україна» (нім. Heeresgruppe Nordukraine).
Востаннє групу армій «Південь» сформували 23 вересня 1944 року в Трансільванії при перейменуванні групи армій «Південна Україна» (нім. Heeresgruppe Sϋdukraine).
2 травня 1945 року перейменована на групу армій «Австрія» (нім. Heeresgruppe Ostmark).

### Склад групи армій
У червні — грудні 1941 (командувач — Рундштедт) склад групи був таким:
- 6-та армія (командувач — Рейхенау)
- 11-та армія (Шоберт)
- 17-та армія (Штюльпнагель (до 4.11.41), Гот)
- 1-ша танкова група (Клейст)

## Командувачі
- генерал-фельдмаршал Герд фон Рундштедт (нім. Gerd von Rundstedt) (26 серпня — 8 жовтня 1939; 21 червня — 1 грудня 1941);
- генерал-фельдмаршал Вальтер фон Райхенау (нім. Walter von Reichenau) (1 грудня 1941 — 15 січня 1942);
- генерал-фельдмаршал Федор фон Бок (нім. Fedor von Bock) (18 січня — 9 липня 1942);
- генерал-фельдмаршал Еріх фон Манштейн (нім. Erich von Manstein) (12 лютого 1943 — 31 березня 1944);
- генерал-фельдмаршал Вальтер Модель (нім. Walter Model) (31 березня — 4 квітня 1944);
- генерал-полковник Ганс Фріснер (нім. Johannes Freißner) (23 вересня — 22 грудня 1944)
- генерал від інфантерії Отто Велер (нім. Otto Wöhler) (28 грудня 1944 — 6 квітня 1945)
- генерал-полковник Лотар Рендуліч (нім. Erich von Manstein) (6 — 30 квітня 1945)

## Склад групи армій «Південь»
|}